# عدسيات الوجه
عدسيات الوجه (الاسم العلمي: Phacopida)، رتبة من ثلاثيات الفصوص عاشت منذ عصر الكامبري المتأخر وحتى العصر الديفوني المتأخر. وهي تتألف من مجموعة متنوعة شكليا ذات الصلة بالرتيبات.